# Савадого, Амината
Амина́та Савадого (род. 9 января 1993, Рига, Латвия) — латвийская певица, автор песен. Представляла Латвию на музыкальном конкурсе «Евровидение-2015», заняла 6-е место.

## Биография
Мама Аминаты имеет латвийские и русские корни, а папа родом из Буркина-Фасо. Её папа приехал учиться в Латвию и там познакомился с мамой. Сама Амината выразилась: «В паспорте у меня не написана национальность, но я ощущаю себя более латышкой.» «Русский — мой родной язык. Бабушка у меня из России, а дедушка из Латвии, и дома они говорят по-русски, моя мама, соответственно, тоже. Во мне намешана Африка, так как мой папа из Буркина-Фасо и у моего дедушки было пять жен, значит, у меня много родственников, я мечтаю туда съездить и познакомиться со всеми». Бабушка Аминаты была из деревни, которая находится недалеко от Орла, поэтому каждый год у неё традиция собирать урожай и неделями заниматься солением.
Первый раз в России Амината была в 2014 году, мельком посмотрела Москву со своим дядей и была удивлена масштабами города. «Мне ближе, наверное, Рига все-таки, такой маленький город. Это моя родина, и я к этому привыкла».
Амината училась в русской школе, но в латышском классе, также она закончила музыкальную школу по классу флейты. В детстве её обзывали, но она обзывала в ответ и не придавала этому особого значения.
В 15 лет приняла участие в проекте «В кабачке у Паулса», туда она попала после неудачного кастинга в «Новую волну». В 20 лет девушка пошла на латвийскую программу «Новая фабрика талантов» и победила там.
Песни начала писать недавно[когда?]. «У меня был, так сказать, любовный опыт и разбитое сердце, что вдохновляло меня. Нет, с этого не началось, сначала просто вдохновилась песню написать, но потом что-то навалило, и я целый альбом написала». В 2016 году Амината написала песню певцу Юстсу, с которой он представлял Латвию на Евровидении 2016 в Стокгольме.

## Конкурс песни Евровидение 2014
Амината принимала участие в национальном латвийском отборе на Евровидение 2014 с песней «I Can Breathe». Певица не выиграла в финале, и на Евровидение отправилась группа Aarzemnieki песней «Cake to bake».

## Конкурс песни Евровидение 2015

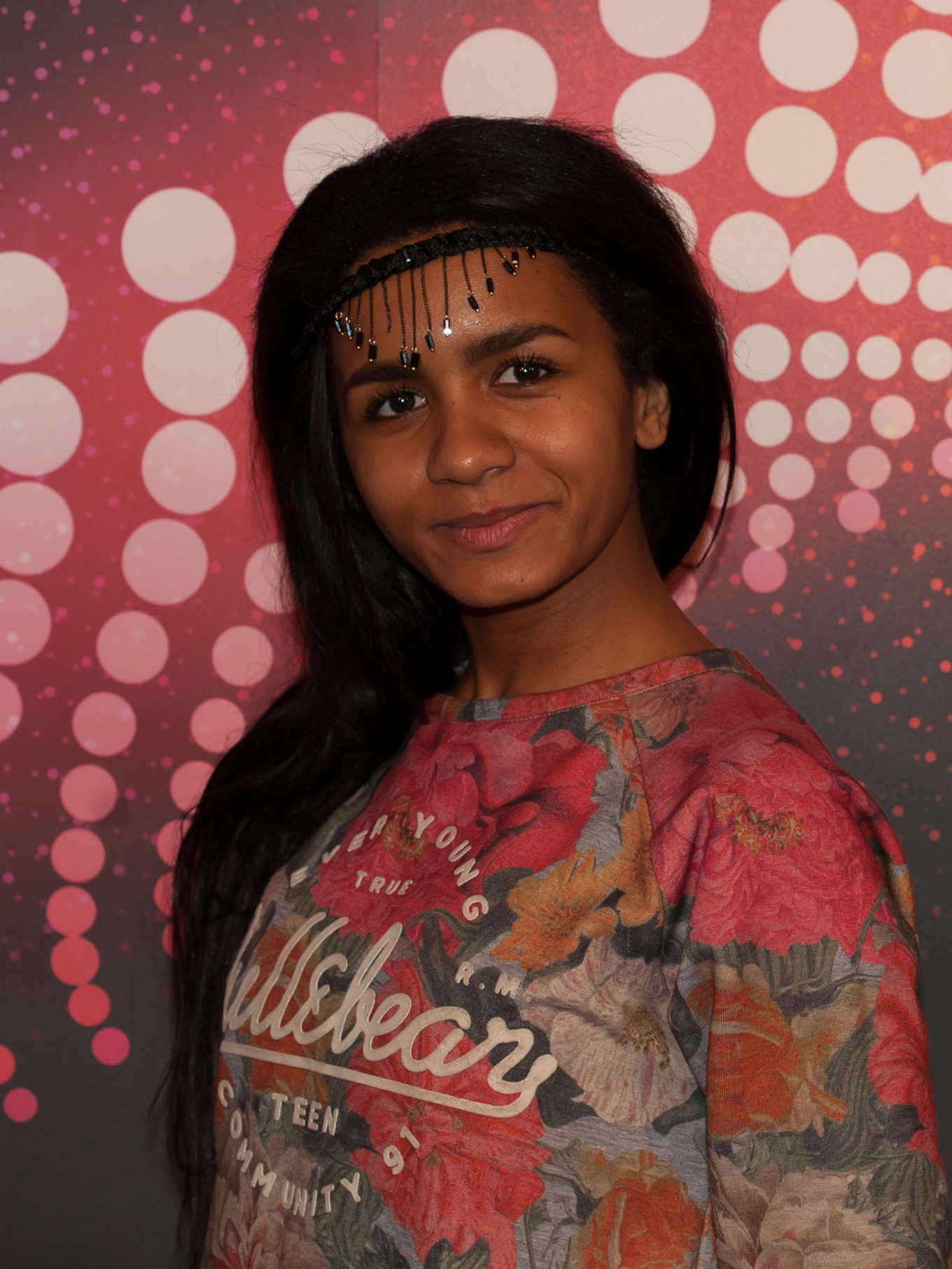
Евровидение 2015

В 2015 году Амината вновь приняла участие в национальном отборе с песней «Love Injected». В национальном финале, который состоялся 22 февраля 2015 года, она была объявлена победителем и представителем Латвии на Евровидении 2015.
21 мая состоялся второй полуфинал основного конкурса, на котором Амината заняла второе место и прошла в финал, прервав цепочку неудачных выступлений Латвии на Евровидении (страна 7 лет не выходила в финал). В финале певица выступала под 19-м номером и в итоге заняла 6 место из 27, заработав в общей сложности 186 очков. Три страны (Ирландия, Литва, Сан-Марино) отдали Латвии максимально возможный балл. Результат Аминаты стал лучшим для Латвии, начиная с 2005 года.
«В тот момент, когда я там стояла, я чувствовала, что вот она, моя мечта, и она сбывается. Я пыталась все это впитать в себя. По мне шли мурашки, мне очень все нравилось, звук был очень хороший, и вот эта вся атмосфера, энергетика, когда ты стоишь, внизу все такое чёрное, и ты не видишь людей, потому что зал такой огромный и тёмный. Так очень красиво, до мурашек. Я, в принципе, помню только после того, как я спела, а все остальное у меня такая чёрная дыра. Я даже прослезилась, мне не хотелось уходить».

## Шоу «Голос»
После Евровидения Амината решила попробовать себя в «Голосе», как это было у Интарса Бусулиса. С первого раза на отборочном туре Амината не прошла, но уже когда она вернулась в Ригу, ей позвонили из Москвы и сказали, что передумали. Девушка признаётся, что «Голос» — это единственный раз, когда она «серьёзно пела по-русски». К Аминате повернулись Полина Гагарина и Дима Билан; певица выбрала команду Гагариной. В поединках соревновалась с Чарли Армстронгом, где выиграла и прошла в следующий этап. В этапе «Нокауты» перед выходом на сцену Амината плакала и вышла выступать очень расстроенной, соответственно, песня звучала недостаточно убедительно. На этом участие Аминаты Савадого в проекте «Голос» завершилось.

### Личная жизнь
Амина́та Савадого замужем за Никитой Лебедевым, который является ее менеджером.